# Al-Rábita Al-Adabía
La Alianza Literaria (en árabe: الرابطة الأدبية, pronunciado [ar'raabitat al'adabia]) fue una agrupación literaria de inmigrantes fundada en Argentina por escritores y poetas procedentes de la Siria Otomana, o bien del Mandato Francés, en 1949. Sus miembros más destacados fueron George Saidah, los hermanos Elías y Zaki Konsol, Abdul Latif Al-Younes, José Guraieb, Yauad Nader, Husni Abdelmalek, Seif El-Din Al-Rahhal, Gibran Massoh, Malatios Khouri, Youssef Al-Sarmi, George Assaf, George Sawaya y Abdel Latif Al-Khashin. Fue establecida luego de la visita de una delegación árabe al primer gobierno de Perón. Según algunas fuentes, sólo duró formalmente dos años, hasta el retorno de Saidah a Siria.
El Diario Sirio-libanés de Buenos Aires dedicaba con frecuencia semanal una página a los trabajos producidos por la Alianza. Según la enciclopedia de literatura árabe en su segundo volumen, la primera reunión de la misma fue el 25 de julio de 1949 y la necesidad de contar con un grupo para la recepción de delegaciones culturales árabes extranjeras jugó un rol importante en su formación.La agrupación se disolvería tras el golpe de Estado de septiembre de 1955 cuando tras instalars el poder la dictadura de Eduardo Lonardi diversas entidades culturales fueron sometidas a la censura y algunos de sus integrantes debieron marchar al exilio.
Otras agrupaciones de índole similar en el marco del Mahyar son Rabita al-Qalamiyya de Nueva York, Al-Usba Al-Andalusiyya de San Pablo y  Al-Nadwat Al-Adabia de Santiago.